# 三十六角形

正三十六角形

三十六角形（さんじゅうろくかくけい、さんじゅうろっかっけい、triacontahexagon）は、多角形の一つで、36本の辺と36個の頂点を持つ図形である。内角の和は6120°、対角線の本数は594本である。

## 正三十六角形
正三十六角形においては、中心角と外角は10°で、内角は170°となる。一辺の長さが a の正三十六角形の面積 S は
{\displaystyle S={\frac {36}{4}}a^{2}\cot {\frac {\pi }{36}}\simeq 102.87047a^{2}}
{\displaystyle \cos(2\pi /36)}を平方根と立方根で表すと、
{\displaystyle \cos {\frac {2\pi }{36}}=\cos {\frac {\pi }{18}}={\frac {{\sqrt[{3}]{4{\sqrt {3}}+4i}}+{\sqrt[{3}]{4{\sqrt {3}}-4i}}}{4}}={\frac {{\sqrt[{3}]{{\sqrt {3}}+i}}+{\sqrt[{3}]{{\sqrt {3}}-i}}}{\sqrt[{3}]{2^{4}}}}={\frac {{\sqrt[{3}]{\frac {{\sqrt {3}}+i}{2}}}+{\sqrt[{3}]{\frac {{\sqrt {3}}-i}{2}}}}{2}}={\frac {{\sqrt[{3}]{-i\omega }}+{\sqrt[{3}]{i\omega ^{2}}}}{2}}}

### 正三十六角形の作図
正三十六角形は定規とコンパスによる作図が不可能な図形である。
正三十六角形は折紙により作図可能である。